# René Longuet
René Longuet est un ingénieur du son français. 

## Filmographie
- 1946 : Jéricho de Henri Calef
- 1946 : L'Idiot de Georges Lampin
- 1947 : L'Homme traqué de Robert Bibal
- 1947 : Les Chouans de Henri Calef
- 1947 : Ruy Blas de Pierre Billon
- 1948 : L'Aigle à deux têtes de Jean Cocteau
- 1949 : La Maternelle de Henri Diamant-Berger
- 1949 : Gigi de Jacqueline Audry
- 1949 : Branquignol de Robert Dhéry
- 1949 : Le Secret de Mayerling de Jean Delannoy
- 1950 : La Souricière de Henri Calef
- 1950  : L'Extravagante Théodora de Henri Lepage
- 1950 : Mon ami le cambrioleur de Henri Lepage
- 1951 : La Passante de Henri Calef
- 1951 : Les Deux Monsieur de Madame de Robert Bibal
- 1951 : Ombre et Lumière de Henri Calef
- 1951 : Et ta sœur de Henri Lepage
- 1952 : Fortuné de Marseille d'Henri Lepage et Pierre Méré
- 1952 : La Danseuse nue de Pierre Louis
- 1953 : Rires de Paris de Henri Lepage
- 1954 : Après vous, duchesse de Robert de Nesle
- 1954 : Minuit... Champs-Élysées de Roger Blanc
- 1954 : Le Collège en folie de Henri Lepage
- 1955 : Les Nuits de Montmartre de Pierre Franchi
- 1955 : Le Pain vivant de Jean Mousselle
- 1956 : Bébés à gogo de Paul Mesnier
- 1956 : Je reviendrai à Kandara de Victor Vicas
- 1957 : Nous autres à Champignol de Jean Bastia
- 1958 : Le Souffle du désir de Henri Lepage
- 1958 : Vive les vacances de Jean-Marc Thibault
- 1959 : Le Gendarme de Champignol de Jean Bastia
- 1959 : Les Motards de Jean Laviron
- 1959 : Bal de nuit de Maurice Cloche
- 1959 : Les Amants de demain de Marcel Blistène
- 1960 : Touchez pas aux blondes de Maurice Cloche
- 1960 : Quai du Point-du-Jour de Jean Faurez
- 1961 : La Pendule à Salomon de Vicky Ivernel
- 1963 : À cause, à cause d'une femme de Michel Deville
- 1964 : Les Barbouzes de Georges Lautner
- 1964 : Week-end à Zuydcoote de Henri Verneuil
- 1964 : Cent mille dollars au soleil de Henri Verneuil
- 1965 : Piège pour Cendrillon d'André Cayatte
- 1965 : Les Bons Vivants, de Georges Lautner
- 1966 : Avec la peau des autres de Jacques Deray
- 1966 : Les Cœurs verts de Édouard Luntz
- 1967 : Le Samouraï de Jean-Pierre Melville
- 1967 : Belle de jour de Luis Buñuel
- 1967 : Ne jouez pas avec les Martiens de Henri Lanoë
- 1969 : La Piscine de Jacques Deray
- 1969 : Les Chemins de Katmandou d'André Cayatte
- 1970 : La Route de Salina de Georges Lautner
- 1970 : Les Choses de la vie de Claude Sautet
- 1970 : Qui ? de Léonard Keigel
- 1971 : Max et les ferrailleurs, de Claude Sautet
- 1971 : Les Assassins de l'ordre de Marcel Carné
- 1972 : Franz de Jacques Brel
- 1972 : Le Rempart des Béguines de Guy Casaril
- 1973 : Le Far West de Jacques Brel
- 1974 : La Merveilleuse Visite de Marcel Carné
- 1974 : ...Comme un pot de fraises de Jean Aurel
- 1974 : La Poursuite implacable de Sergio Sollima
- 1975 : L'Agression de Gérard Pirès